# Serrat de la Mua
El Serrat de la Mua és una serra situada al municipi de Montferrer i Castellbò a la comarca de l'Alt Urgell, amb una elevació màxima de 1.680 metres.